# Banja Luka (stacja kolejowa)
Banja Luka – stacja kolejowa w Banja Luce, w Bośni i Hercegowinie. Znajdują się tam 2 perony.